# Soedanese Communistische Partij
De Soedanese Communistische Partij is een politieke partij in Soedan. Opgericht in 1946, de partij was een belangrijke speler in de Sudanese politiek (en een van de twee meest invloedrijke communistische partijen in de Arabische wereld, samen met de Iraakse Communistische Partij), tot 1971, toen de militaire heerser Gaafar al-Nimeiry een golf van repressie startte tegen de partij na een mislukte coup. 156 partijleden waaronder Ba-Bakr al-Nur Uthman, Faruk Uthman Hamdallah, voorzitter Abdel Khaliq Mahjub en minister Joseph Garang werden toen geëxecuteerd.